# Indépendance de Bahia
L’indépendance de Bahia est un épisode de l'histoire du Brésil qui s'étend de 1821 à 1823. Motivée par la volonté émancipatrice et fédéraliste de la population de la capitainerie de Bahia, elle se termine par le siège de Salvador et l'intégration de l'ancienne colonie portugaise à l'empire du Brésil.
Après l'éclatement de la Révolution libérale portugaise et la convocation de Cortes extraordinaires à Lisbonne en 1820, la colonie de Bahia envoie en métropole des représentants, comme Miguel Calmon du Pin e Almeida, afin d'y défendre à la fois les conquêtes politiques de la Révolution et le statut octroyé au Brésil par le roi Jean VI de Portugal en 1815. Progressivement, la population bahianaise se divise entre Brésiliens et Portugais, libéraux et conservateurs, monarchistes et républicains. Alors qu'à Rio de Janeiro, le prince-régent Pierre de Portugal proclame pacifiquement l'indépendance du Brésil le 7 septembre 1822, une lutte armée éclate à Salvador entre partisans du Portugal et indépendantistes dès le 2 mars 1822. Cependant, tous les insurgés ne sont pas des partisans de l'empire du Brésil et les forces du régent doivent conquérir la région par la force.